# Red Berenson
Gordon Arthur „Red“ Berenson (* 8. Dezember 1939 in Regina, Saskatchewan) ist ein ehemaliger kanadischer Eishockeyspieler (Center) und -trainer, der von 1961 bis 1978 für die Canadiens de Montréal, die New York Rangers, die St. Louis Blues und die Detroit Red Wings in der National Hockey League spielte.

## Karriere
Als Junior spielte er für die Regina Pats in der Saskatchewan Junior Hockey League und bei den Flin Flon Bombers in der WCJHL. Ende 1958 schloss er sich den Belleville McFarlands an, die als kanadisches Team an der Eishockey-Weltmeisterschaft 1959 teilnahmen und die Goldmedaille gewannen. Berensen glänzte als neunfacher Torschütze.
Entgegen dem Rat der Canadiens de Montréal, die sich die Rechte an ihm gesichert hatten, wechselte er 1959 an die University of Michigan und spielte dort in der NCAA. Auch dort zählte er zu den absoluten Topscorern.
Nach Ende der College-Saison wechselte er zum Ende der Saison 1961/62 zu den Canadiens und brachte es in den verbleibenden vier Spielen der regulären Saison und den fünf Spielen in den Playoffs auf drei Tore. Er war der erste Spieler, der den Sprung aus der US-amerikanischen Collegeliga zu den Canadiens geschafft hatte. Weitere vier Jahre gehörte er zum Kader der Canadiens. Da die Canadiens auf der Center-Position unter anderem mit Jean Béliveau, Henri Richard und Ralph Backstrom hervorragend besetzt waren, spielte er aber häufig auch in einem der Farmteams. Anfangs bei den Hull-Ottawa Canadiens in der EPHL, später bei den Quebec Aces in der American Hockey League. 1965 gewann er mit Montreal den Stanley Cup.
Zur Saison 1966/67 wechselte er zu den New York Rangers, doch die eineinhalb Jahre dort verliefen enttäuschend und die Rangers gaben ihn gemeinsam mit Barclay Plager an die St. Louis Blues ab. Hier blühte Berensen nun auf und wurde, obwohl bei seinem Wechsel schon fast 20 Spiele gespielt waren, noch bester Scorer der Blues. Sein neuer Trainer, Scotty Bowman, machte den Red Baron zu einem Arbeitstier. Er spielte in beiden Specialteams und war in jedem Spiel zwischen 35 und 40 Minuten auf dem Eis.
In der folgenden Saison 1967/68 brachte er es auf 82 Scorerpunkte. Ein besonderes Highlight waren seine sechs Tore, die er bei einem 8:0-Sieg über die Philadelphia Flyers erzielte und es hätten noch mehr sein können, denn er traf in diesem Spiel noch viermal den Pfosten. Keines seiner Tore in diesem Spiel war ein Abstauber oder ein Powerplaytor. Die Blues erreichten als stärkstes der neuen Expansion-Teams zum Ende der 60er-Jahre regelmäßig die Stanley-Cup-Finals, doch der Vertreter der Original Six Teams war jeweils ein unbezwingbarer Gegner. Gegen Ende der Saison 1970/71 wollten die Blues Garry Unger aus Detroit holen und gaben dafür Berenson an die Detroit Red Wings ab. Auch in Detroit war er ein solider Scorer und kam so zur Berufung für das kanadische Team bei der Summit Series 1972, wo er zwei Spiele bestritt.
Nach vier Jahren, während der Saison 1974/75 holten die Blues ihn als Kopf ihrer Checking-Reihe zurück. Er erfüllte diese Rolle gut und konnte noch in zwei Spielzeiten mehr als 20 Tore erzielen und war in seiner Letzten Saison Mannschaftskapitän. Nach dem Ende der Saison 1977/78 beendete er seine aktive Karriere und wurde Assistenztrainer bei den Blues.
Nach 18 Monaten als Assistent übernahm er den Posten des Cheftrainers. Nach einer herausragenden Saison 1980/81 bekam er den Jack Adams Award als bester Trainer der Liga. Doch da das Team das hohe Niveau der ersten Saison nicht halten konnte, wurde er 1982 entlassen. Berenson wurde Assistent seines ehemaligen Trainers, Scotty Bowman, bei den Buffalo Sabres. 1984 bekam er das Angebot, sein ehemaliges Universitätsteam an der University of Michigan zu trainieren. Er verließ die NHL und ist dort bis heute als Coach tätig.
Im Jahre 2006 erhielt Berenson die Lester Patrick Trophy für Verdienste rund um den Eishockeysport in den USA, bevor er 2018 mit der Aufnahme in die United States Hockey Hall of Fame geehrt wurde.

## Auszeichnungen und Rekorde
- 1981: Jack Adams Award
- 1982: Bronzemedaille bei der Weltmeisterschaft
- 2006: Lester Patrick Trophy
- 2018: Aufnahme in die United States Hockey Hall of Fame

- 6 Tore in einem Auswärtsspiel (7. November 1968; 8:0 bei den Philadelphia Flyers)